# Villanueva (gmina)
Villanueva – gmina (municipio) w północnym Hondurasie, w departamencie Cortés. W 2010 roku zamieszkana była przez ok. 137,7 tys. mieszkańców. Siedzibą administracyjną jest miasto Villanueva.

## Położenie
Gmina położona jest w środkowej części departamentu. Graniczy z 9 gminami:
- San Pedro Sula od północy,
- La Lima od północnego wschodu,
- San Manuel i Pimienta od wschodu,
- Potrerillos, San Antonio de Cortés i Concepción del Norte od południa,
- Petoa i Quimistán od zachodu.

## Miejscowości
Według Narodowego Instytutu Statystycznego Hondurasu w 2001 roku na terenie gminy położone były miasteczka i wsie:

- Villanueva
- Buenos Aires
- Calán
- Campo Dos Caminos
- El Cuábano
- El Marañón
- El Milagro
- El Sauce
- GuarumaDos
- La Bolsa
- La Cebadilla
- La Coroza
- La Esperanza
- Las Cañadas
- Nuevo Chamelecón
- Palos Blancos
- Pueblo Nuevo
- San Francisco
- San Isidro
- Santa Ana de Chasnigua

Dodatkowo na jej obszarze znajdowało się 135 przysiółków.

## Demografia
Według danych honduraskiego Narodowego Instytutu Statystycznego na rok 2010 struktura wiekowa i płciowa ludności w gminie przedstawiała się następująco:
| Wiek       | 0–3    | 4–6    | 7–12   | 13–17  | 18–24  | 25–64  | 65+   | razem   |
| Villanueva | 15 065 | 10 804 | 20 961 | 13 152 | 16 287 | 57 661 | 3 727 | 137 657 |
| Mężczyźni  | 7 649  | 5 494  | 10 266 | 6 500  | 8 007  | 26 977 | 1 737 | 66 630  |
| Kobiety    | 7 416  | 5 310  | 10 695 | 6 652  | 8 280  | 30 685 | 1 990 | 71 027  |